# Tour du Tarn 1981
Il Tour du Tarn 1981, quinta edizione della corsa, si svolse dal 31 marzo al 3 aprile su un percorso di 554 km ripartiti in 3 tappe (la prima suddivisa in due semitappe) più un cronoprologo, con partenza da Mazamet e arrivo a Castres. Fu vinto dal francese Jean-René Bernaudeau della Peugeot-Esso-Michelin davanti al suo connazionale Marc Madiot e allo statunitense Greg LeMond.

## Tappe
| Tappa  | Data      | Percorso                              | km  | Vincitore di tappa | Leader cl. generale  |
| ------ | --------- | ------------------------------------- | --- | ------------------ | -------------------- |
| Prol.  | 31 marzo  | Mazamet > Mazamet (cron. individuale) | 1,5 | Yves Hézard        |                      |
| 1ª-1ª  | 1º aprile | Albi > Villefranche-de-Rouergue       | 88  | Francis Castaing   |                      |
| 1ª-2ª  | 1º aprile | Decazeville > Millau                  | 109 | Frits Pirard       |                      |
| 2ª     | 2 aprile  | Saint-Affrique > Albi                 | 179 | Dominique Garde    |                      |
| 3ª     | 3 aprile  | Gaillac > Castres                     | 176 | Marino Lejarreta   | Jean-René Bernaudeau |
| Totale | Totale    | Totale                                | 554 |                    |                      |

## Dettagli delle tappe

### Prologo
- 31 marzo: Mazamet > Mazamet (cron. individuale) – 1,5 km

| Pos. | Corridore        | Squadra | Tempo |
| ---- | ---------------- | ------- | ----- |
| 1    | Yves Hézard      | Puch    | 2'09" |
| 2    | Francis Castaing | Peugeot | s.t.  |
| 3    | Stephen Roche    | Peugeot | s.t.  |

| Pos. | Corridore | Squadra | Tempo |
| ---- | --------- | ------- | ----- |

### 1ª tappa - 1ª semitappa
- 1º aprile: Albi > Villefranche-de-Rouergue – 88 km

| Pos. | Corridore        | Squadra    | Tempo    |
| ---- | ---------------- | ---------- | -------- |
| 1    | Francis Castaing | Peugeot    | 2h09'57" |
| 2    | Freddy Maertens  | Boule d'Or | s.t.     |
| 3    | Patrick Versluys | Boule d'Or | s.t.     |

| Pos. | Corridore | Squadra | Tempo |
| ---- | --------- | ------- | ----- |

### 1ª tappa - 2ª semitappa
- 1º aprile: Decazeville > Millau – 109 km

| Pos. | Corridore           | Squadra    | Tempo    |
| ---- | ------------------- | ---------- | -------- |
| 1    | Frits Pirard        | Boule d'Or | 2h51'09" |
| 2    | Dominique Sanders   | Peugeot    | a 4"     |
| 3    | Marcel Summermatter | Sem        | s.t.     |

| Pos. | Corridore | Squadra | Tempo |
| ---- | --------- | ------- | ----- |

### 2ª tappa
- 2 aprile: Saint-Affrique > Albi – 179 km

| Pos. | Corridore         | Squadra | Tempo    |
| ---- | ----------------- | ------- | -------- |
| 1    | Dominique Garde   | Sem     | 4h47'31" |
| 2    | Dominique Sanders | Peugeot | s.t.     |
| 3    | Philippe Martinez | Peugeot | s.t.     |

| Pos. | Corridore | Squadra | Tempo |
| ---- | --------- | ------- | ----- |

### 3ª tappa
- 3 aprile: Gaillac > Castres – 176 km

| Pos. | Corridore            | Squadra     | Tempo    |
| ---- | -------------------- | ----------- | -------- |
| 1    | Marino Lejarreta     | Teka        | 4h41'50" |
| 2    | Jean-René Bernaudeau | Peugeot     | s.t.     |
| 3    | Marc Madiot          | Renault-Elf | a 47"    |

| Pos. | Corridore            | Squadra     | Tempo     |
| ---- | -------------------- | ----------- | --------- |
| 1    | Jean-René Bernaudeau | Peugeot     | 14h33'01" |
| 2    | Marc Madiot          | Renault-Elf | a 1'33"   |
| 3    | Greg LeMond          | Renault-Elf | a 3'16"   |

## Classifiche finali

### Classifica generale
| Pos. | Corridore            | Squadra                     | Tempo     |
| ---- | -------------------- | --------------------------- | --------- |
| 1    | Jean-René Bernaudeau | Peugeot-Esso-Michelin       | 14h33'01" |
| 2    | Marc Madiot          | Renault-Elf                 | a 1'33"   |
| 3    | Greg LeMond          | Renault-Elf                 | a 3'16"   |
| 4    | Fernando Mendes      | Sem-France-Loire-Campagnolo | a 3'24"   |
| 5    | Robert Dill-Bundi    | Sem-France-Loire-Campagnolo | a 3'32"   |
| 6    | Alain De Carvalho    | Puch-Wolber-Campagnolo      | a 4'09"   |
| 7    | Patrice Thevenard    | Miko-Mercier-Vivagel        | a 4'48"   |
| 8    | Marino Lejarreta     | Teka-Campagnolo             | a 10'40"  |
| 9    | Philippe Martinez    | Peugeot-Esso-Michelin       | a 21'20"  |
| 10   | Dominique Garde      | Sem-France-Loire-Campagnolo | a 21'23"  |